# 504 TCN
504 TCN là một năm trong lịch La Mã.